# 1857年9月18日日食
1857年9月18日日食为一次在协调世界时1857年9月18日出現的日環食。該次日食食分為0.9659，食甚維持3分34秒。

## 概述
這次日食的食分是0.9659，環食維持3分34秒。

## 基本參數
- 類型：日環食
- 食甚資料：
  - 日期：1857年9月18日
  - 時間：5時36分5秒
  - 地點：12N 100E
  - 食分：0.9659
  - 日環食持續時間：3分34秒

## 外部連結
- NASA日食專頁（页面存档备份，存于）（英文）